# القوات الخاصة بأمن الحج والعمرة
القوات الخاصة لأمن الحج والعمرة هي قوات خاصة تتبع للمديرية العامة للأمن العام بوزارة الداخلية في المملكة العربية السعودية مقرها مكة المكرمة، تُعنى بخدمة قاصدي الحرمين الشريفين أمنيًا وتنظيميًا وإنسانيًا، وتتكون من 95 ألف فرد من قطاعات الوزارة المختلفة وبمساندة من وزارتي الدفاع والحرس الوطني ورئاسة الاستخبارات العامة. تأسست القوات الخاصة لأمن الحج والعمرة في 2008 بقيادة اللواء علي بن سعيد الغامدي .

## المهام
- وضع الخطط لإدارة وتنظيم الحشود داخل نطاق المشاعر المقدسة.
- السيطرة على المنافذ المؤدية إلى مكة المكرمة لمنع دخول غير النظاميين.
- إدارة ساحات المسجد الحرام.
- الإرشاد والتوجيه ومساعدة كبار السن والعجزة والمرضى وغيرهم.

## المنشآت المساندة
- المراكز والأقسام في شرطة في مكة المكرمة والمشاعر المقدسة.
- قيادة الضبط الجنائي.
- قيادة الضبط الإداري.
- قيادة التحريات والبحث الجنائي.
- قيادة الأسلحة والمتفجرات.[6]